# Not Myself Tonight
A "Not Myself Tonight" Christina Aguilera amerikai énekesnő dala, mely 2010. április 13-án jelent meg a Bionic album első kislemezeként. Készítésénél Ester Dean mint dalszövegíró, Polow da Don pedig, mint producer vett részt.
A dal és a hozzá tartozó videóklip pozitív megítélést kapott, dicsérve Aguilera visszatérését 2002-es Stripped stílusához. A klip, melyet a szadomazochizmus ihletett, Madonna előtt tiszteleg.

## Háttér
2010. március 23-án egy huszonnégy órás visszaszámlálás után Aguilera megújult hivatalos honlapján tette közzé az információt, mely szerint a "Not Myself Tonight" lesz az album első kislemeze. A lemezhez tartozó borító ugyanezen napon látott napvilágot, melyen az énekesnő ördögnek öltözve látható. A dalszöveg másnap jelent meg, míg egy 18 másodperces előzetes március 26-án volt hallható először. A premier március 30-án volt a honlapon, annak ellenére, hogy először az énekesnő A.P.E. rádió csatornáján játszották le. Az Egyesült Államok rádióállomásai 2010. április 5-én kezdték sugározni, letöltésre április 13-án jelent meg.

## Videóklip
A dalhoz tartozó videó 2010. április 7-től 9-ig, közel három napon át forgatták Los Angelesben, melynek rendezője Hype Williams volt. A klip premierje 2010. április 30-án volt a Vevo-n.

## Élő előadás
Aguilera a dalt először a The Oprah Winfrey Show-ban adta elő 2010. május 7-én. Az énekesnő ezzel a dallal lépett fel a 2010-es MTV Movie Awards-on, valamint a The Today Show-ban.

## A kislemez dalai
Egyesült Államok - digitális letöltés
1. "Not Myself Tonight" (Clean or Explicit) - 3:04

Ausztrál kislemez
1. "Not Myself Tonight" (Clean Version)
2. "Not Myself Tonight" (Super Clean Version)
3. "Not Myself Tonight"
4. "Not Myself Tonight" (Instrumental)
5. "Not Myself Tonight" (Call Out Hook)

Német kislemez
1. "Not Myself Tonight"
2. "Not Myself Tonight" (Mark Roberts Ultimix) (Dirty)
3. "Not Myself Tonight" (Jody Den Broeder Radio)

## Fordítás
- Ez a szócikk részben vagy egészben  a   Not Myself Tonight című angol Wikipédia-szócikk fordításán alapul.  Az eredeti cikk szerkesztőit annak laptörténete sorolja fel. Ez a jelzés csupán a megfogalmazás eredetét és a szerzői jogokat jelzi, nem szolgál a cikkben szereplő információk forrásmegjelöléseként.